# Kanton Retiers
Der Kanton Retiers war von 1790 bis 2015 ein französischer Wahlkreis im Arrondissement Fougères-Vitré, im Département Ille-et-Vilaine und in der Region Bretagne; sein Hauptort war Retiers. 

## Geschichte
Der Kanton entstand am 15. Februar 1790. Von 1801 bis 2015 gehörten zehn Gemeinden zum Kanton Retiers. 2015 wurde der Kanton aufgelöst und die Gemeinden wechselten zu anderen Kantonen.

## Gemeinden
| Gemeinde             | Bretonisch          | Einwohner (2022) | Fläche (km²) | Code postal | Code Insee |
| -------------------- | ------------------- | ---------------- | ------------ | ----------- | ---------- |
| Arbrissel            | Ervrezhell          | 270              | 4.62         | 35130       | 35005      |
| Coësmes              | Koem                | 1.435            | 23.24        | 35134       | 35082      |
| Essé                 | Ezieg               | 1.028            | 23.19        | 35150       | 35108      |
| Forges-la-Forêt      | Gorelioù-ar-C'hoad  | 265              | 6.04         | 35640       | 35114      |
| Marcillé-Robert      | Marc'helleg-Roperzh | 994              | 20.30        | 35240       | 35165      |
| Martigné-Ferchaud    | Mazhinieg-Houarnruz | 2.632            | 74.10        | 35640       | 35167      |
| Retiers              | Rester              | 4.553            | 41.38        | 35240       | 35239      |
| Sainte-Colombe       | Santez-Koulm        | 364              | 7.58         | 35134       | 35262      |
| Le Theil-de-Bretagne | An Tilh             | 1.720            | 24.20        | 35240       | 35333      |
| Thourie              | Tourig              | 857              | 24.04        | 35134       | 35335      |
| Kanton               | Rester              | 13.391           | 248.69       | -           | 3533       |

## Politik
Der Kanton hatte bis zu seiner Auflösung folgende Abgeordnete im Rat des Départements:
| Vertreter im conseil général des Départements | Vertreter im conseil général des Départements | Vertreter im conseil général des Départements |
| Amtszeit                                      | Name                                          | Partei                                        |
| --------------------------------------------- | --------------------------------------------- | --------------------------------------------- |
| 1945–1973                                     | Joseph Egu                                    | DVD, dann CNIP                                |
| 1973–1992                                     | André Egu                                     | UC                                            |
| 1992–2004                                     | Paul David                                    | DVD                                           |
| 2004–2015                                     | Jean-Claude Blouin                            | DVG                                           |